# Meg Cabot
Meggin Patricia Cabot, mais conhecida pela abreviação Meg Cabot, Patricia Cabot ou pelo seu pseudônimo Jenny Carroll (Bloomington, 1 de fevereiro de 1967), é uma escritora estadunidense.
É mundialmente famosa por ser autora de mais de 70 livros, dentre os quais seu maior bestseller é a série de onze volumes O Diário da Princesa. Atualmente Meg vive com seu marido em Nova Iorque.

## Biografia
Quando era jovem, Meg passava horas a fio a ler as obras completas de Jane Austen, Judy Blume e Barbara Cartland. Munida com o seu diploma de graduação em Artes na Universidade de Indiana, Meg  mudou-se para Nova Iorque, com a intenção de seguir uma carreira de ilustradora autónoma. A ilustração, entretanto, cedeu logo para lugar à verdadeira paixão de Meg - a composição literária - e, então, abandonou a sua ocupação de ilustradora e arrumou um emprego de assistente administrativa num alojamento de estudantes universitários na Universidade de Nova Iorque, escrevendo sempre que tinha a oportunidade. As primeiras das suas várias novelas históricas foram escritas sob o pseudónimo de "Patrícia Cabot".
É casada com o escritor financeiro e poeta Benjamin D. Egnatz. O casamento foi celebrado em 1 de abril de 1993, o "April Fool´s Day" (dia dos tolos, ou dia da mentira, como é conhecido no Brasil), a escolha da data foi uma brincadeira de Meg, pois seu marido tinha uma crença de que só os tolos se casam. 
O casamento ocorreu durante uma fuga para a Itália, e o romance "Todo Garoto Tem" é vagamente inspirado nessa história.
Os direitos do livro O diário da princesa foram vendidos à Walt Disney, e um filme de longa-metragem, chamado O Diário da Princesa, baseado no livro, foi lançado em agosto de 2001. Uma sequência do filme, baseado numa história original mas escrita pela Disney, foi realizada em 2004, e chamou-se O Diário da Princesa 2. Os direitos da filmagem das séries All-American Girl e The Mediator também foram vendidos para a Disney.
Já a série de livros Desaparecidos deu origem à série de televisão canadense chamada "1-800 MISSING", lançada em 2003 no Canadá e lançada em 2009, com o nome Missing pela TV Globo no Brasil, indo ao ar durante a madrugada. Ela teve apenas três temporadas, contando com Caterina Scorsone no papel principal, de Jessica Mastriani.

### No Brasil
Em setembro de 2009, Meg Cabot veio ao Brasil durante a Bienal do Livro e se disse fã da escritora Clarice Lispector, e ainda recomendou um livro seu, Laços de Família.
Além de participar de diversas seções de autógrafos e palestras na Bienal do Livro do Rio de Janeiro, Meg Cabot também visitou as cidades de  São Paulo, Curitiba e Salvador.
No ano de 2013 Cabot lançou o " Livro das Princesas " em parceria com as autoras brasileiras Paula Pimenta e Patrícia Barbosa e outra autora americana, Lauren Kate.

## Obras

### ColeçãoO Diário da Princesa
1. O Diário da Princesa
2. A Princesa sob os Refletores
3. A Princesa Apaixonada
4. A Princesa à Espera
5. A Princesa de Rosa-shocking
6. A Princesa em Treinamento
7. A Princesa na Balada
8. A Princesa no Limite
9. Princesa Mia
10. Princesa Para Sempre
11. O Casamento da Princesa 

#### Guias
1. Lições de princesa
2. Perfect Princess (ainda não lançado no Brasil)
3. Holiday Princess (ainda não lançado no Brasil)
4. Vol. IV e meio  - Project Princess (ainda não lançado no Brasil)
5. Vol. VI e meio - O Presente da Princesa
6. Vol. VII e meio - Sweet Sixteen Princess (ainda não lançado no Brasil)
7. Vol. VII e 3/4 - Valentine  Princess (ainda não lançado no Brasil)

#### Spin-offs
- Diário de uma princesa improvável

### SérieThe Heather Wells Mistery
1. Tamanho 42 Não é Gorda
2. Tamanho 44 Também Não é Gorda
3. Tamanho Não Importa
4. Tamanho 42 e Pronta para Arrasar
5. A noiva é tamanho 42 

### SérieBoy
1. O Garoto da Casa ao Lado
2. Garoto Encontra Garota
3. Todo Garoto Tem
4. O Garoto está de Volta

### SérieDesaparecidos
1. Quando Cai o Raio
2. Codinome Cassandra
3. Esconderijo Perfeito
4. Santuário
5. A Falta Que Me Faz

### SérieA Garota Americana
1. A Garota Americana
2. Quase Pronta

### SérieAvalon High
1. Avalon High
2. Avalon High: A Coroação (versão em mangá)
Avalon High: A Profecia de Merlin
Avalon High: Homecoming (ainda não lançado no Brasil)
Avalon High: Hunter's Moon (ainda não lançado no Brasil)

### SérieQueen of Babble
1. A Rainha Da Fofoca
2. A Rainha Da Fofoca em Nova York
3. A Rainha Da Fofoca Fisgada

### SérieCabeça de Vento
1. Cabeça de Vento
2. Sendo Nikki
3. Na Passarela

### SérieAbandono
1. Abandono
2. Inferno
3. Despertar

### SérieAs Leis de Allie Finkle para Meninas
1. As Leis de Allie Finkle para Meninas: Dia de Mudança.
2. As Leis de Allie Finkle  para Meninas: A Garota Nova
3. As Leis de Allie Finkle para Meninas: Melhores Amigas Para Sempre
4. As Leis de Allie Finkle para Meninas: Medo de Palco
5. As Leis de Allie Finkle para Meninas: Garotas, Glitter e a Grande Fraude
6. As Leis de Allie Finkle para Meninas: De Volta ao Presente

### SérieInsaciável
1.Insaciável
2.Mordida

### SérieA Mediadora
1. A Terra das Sombras
2. O Arcano Nove
3. Reunião
4. A Hora Mais Sombria
5. Assombrado
6. Crepúsculo
6.5. O Pedido
7. Lembrança

### Outros livros
1. Ídolo Teen
2. Como ser Popular
3. Nicola e o Visconde
4. Ela Foi até o Fim
5. Victoria e o Patife
6. Pegando Fogo!
7. Sorte ou Azar?
8. Formaturas Infernais

#### Romances
(Escrito como Mia Thermopolis, princesa de Genovia, com Meg Cabot)
Liberte Meu Coração
(Escritos com o pseudônimo Patricia Cabot)
1. A Rosa do Inverno ou Rosa Selvagem'
2. Retrato do Meu Coração
3. Proposta Inconveniente
4. Um Amor Escandaloso
5.  A Dama da Ilha
6.Aprendendo a Seduzir
7.  Pode Beijar a Noiva
8.The Christmas Captive (ainda não lançado no Brasil)